# Georg von Sachsen-Meiningen (1892–1946)

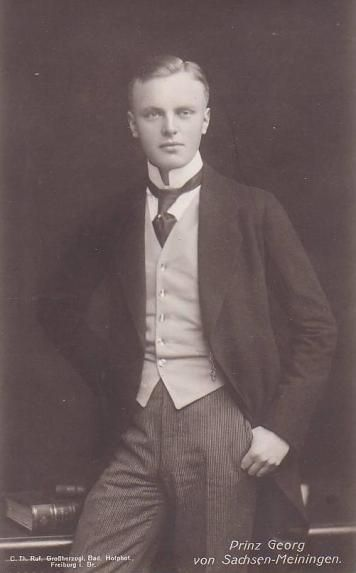
Georg von Sachsen-Meiningen

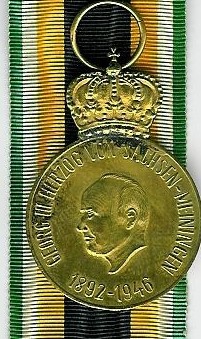
Die 1978 herausgegebene Medaille mit dem Bild von Georg (III.)

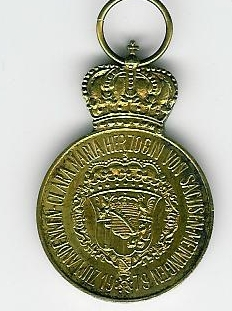
Die Rückseite der Medaille

Georg Prinz von Sachsen-Meiningen Herzog zu Sachsen (* 11. Oktober 1892 in Kassel; † 6. Januar 1946 in Tscherepowez, UdSSR) war als Georg III. Herzog von Sachsen-Meiningen Oberhaupt des Hauses Sachsen-Meiningen.

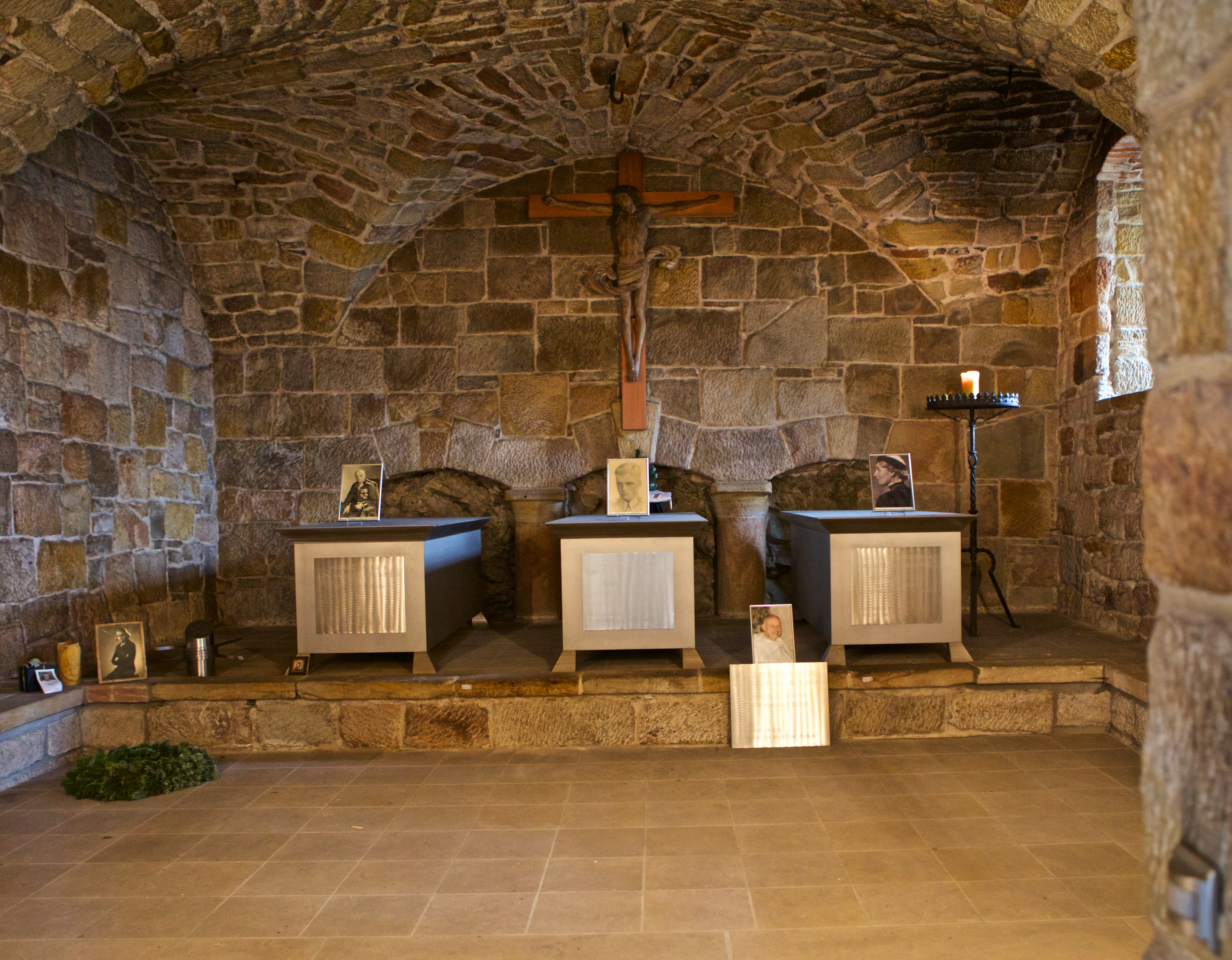
Gruft der Veste Heldburg

## Leben
Georg war ein Sohn des Prinzen Friedrich von Sachsen-Meiningen und dessen Frau Adelheid Prinzessin zu Lippe-Biesterfeld. Damit entstammte er dem Haus Sachsen-Meiningen. Später arbeitete er als Richter in Hildburghausen.
Nach der „Machtergreifung“ der Nationalsozialisten trat er zum 1. Mai 1933 in die NSDAP ein und erhielt die Mitgliedsnummer 2.594.794. Während des Zweiten Weltkriegs war er Major in der Wehrmacht.
Von 1926 bis 1945 war er Besitzer der Veste Heldburg. Georg und seine Familie wurden 1945 entschädigungslos enteignet, er selbst starb 1946 in sowjetischer Kriegsgefangenschaft in Nordwestrussland. Seine Frau flüchtete mit den Kindern nach Westdeutschland. 2007 erhielt seine Tochter Regina 47 Gemälde von der Stiftung Schloss Friedenstein (Gotha) zurück, die nach dem Zweiten Weltkrieg als Teil seiner Privatsammlung auf der Veste Heldburg in der sowjetischen Besatzungszone enteignet worden waren.

## Nachkommen
Er heiratete am 22. Februar 1919 Klara Maria Gräfin von Korff genannt Schmising-Kerssenbrock (1895–1992) in Freiburg im Breisgau. Sie war die Tochter des Forstmeisters von Hatzfeld (Eder), Graf Alfred von Korff genannt Schmising-Kerssenbrock, und seiner Frau Helene, geb. Freiin von Hilgers. Diese war eine Schwester von Helene Elisabeth von Isenburg.
Mit ihr hatte er folgende Kinder:
- Anton Ulrich (1919–1940, gefallen)
- Friedrich Alfred (1921–1997), trat zum katholischen Glauben über, wurde Mönch und erlaubte die Erbfolge unter Ausschluss seiner selbst zu Gunsten seines Onkels Bernhard
- Marie Elisabeth (1922–1923)
- Regina (1925–2010), verheiratet mit Otto von Habsburg

1940 fiel Anton Ulrich im Zweiten Weltkrieg. Seine Eltern richteten daraufhin auf der Veste Heldburg eine Gruft ein, in der Anton Ulrich auch beigesetzt wurde. Nachdem sowjetische Truppen die Burg bezogen hatten, wurde der Sarkophag 1951 entfernt und auf dem Friedhof in Heldburg (Landkreis Hildburghausen) begraben. Im gleichen Grab wurde 1992 auch seine Mutter begraben. Dem Wunsch der Familie entsprechend, wurde die Gruft auf der Veste Heldburg bis 2006 wiederhergestellt.
Die Umbettung der beiden Verstorbenen vom Friedhof auf die Burg fand am 22. Februar 2006 statt. Am 10. Februar 2010 wurde seine Tochter Regina ebenfalls in dieser Gruft beigesetzt, nach dem Tod ihres Mannes aber nach Wien überführt und am 16. Juli 2011 zusammen mit ihm in der Kaisergruft bestattet.